# Candela!
|  | Denne artikel er oprettet af botten Steenthbot ud fra en ekstern database. Den kan derfor have sproglige fejl eller mangler. Denne skabelon kan fjernes efter kontrol af indholdet. |

Candela! er en dansk filmskolefilm fra 2001 instrueret af Julie Bille.